# Mungonzazal Janshindulam
Mungonzazal Janshindulam, conosciuta anche come Mungo (in mongolo Янжиндулмын Мөнгөнцацал; Ulan Bator, 28 novembre 1972 – Berlino, 7 novembre 2007), è stata una pianista mongola, che ha vissuto e insegnato fino alla morte a Dortmund e Düsseldorf in Germania.
È stata la prima pianista mongola ad essere famosa in tutta Europa ed ha ricevuto molti premi e riconoscimenti come pianista.

## Biografia
Da bambina, Mungo aveva già mostrato un fortissimo interesse per la musica, in particolare per il pianoforte. All'età di otto anni, sua madre la portò a scuola di musica e di coreografia di Ulaanbaatar, così che potesse imparare a suonare questo strumento. All'inizio partecipò a concerti in teatri e opere locali della Mongolia. A scuola era molto brava in russo e matematica. Terminò la scuola di musica e coreografia con grandi onori. Come riconoscimento per la sua straordinaria carriera accademica, ebbe l'opportunità di partecipare al 12º Festival mondiale per giovani e studenti del 1985 a Mosca. All'età di 16 anni, fu accettata al Gnessin State Musical College di Mosca per studiare pianoforte.
Nel 1993 si trasferì in Germania per studiare con Richard Braun di Dortmund, del dipartimento della Hochschule für Musik Detmold, dove si laureò nel 1997. Quello stesso anno, continuò i suoi studi musicali alla Musikhochschule Münster con il professor Weichert e terminò i suoi studi con onore nel 2000. In quel periodo cominciò anche a lavorare come assistente del professor Schmidt in una classe per canto alla Hochschule für Musik Detmold. Inoltre partecipò a diversi master in Giappone, Spagna e molti altri paesi d'Europa. Nel 1996 fu la prima pianista mongola a ricevere il primo premio alla 9ª competizione di musica da camera, alla Rassegna Internazionale della musica di Pescara in Italia.
| Controllo di autorità | Europeana agent/base/125179 |